# Richard Alan Searfoss
Richard Alan Searfoss (5. června 1956 Mount Clemens, Michigan – 29. září 2018 Tehachapi, Kalifornie) byl letec, důstojník a americký kosmonaut. Ve vesmíru byl třikrát.

## Život

### Studium a zaměstnání
Absolvoval střední školu Senior High School v městě Portsmouth (1974) a pak pokračoval ve studiu na vojenské letecké akademii. Po ukončení studia v roce 1978 pokračoval ve vysokoškolském studiu na California Institute of Technology.
Jako pilot působil v armádě v letech 1979 až 1987. V letech 1990 až 1998 byl členem jednotky kosmonautů v NASA. Po ukončení kariéry kosmonauta byl zaměstnán v soukromém sektoru. Měl přezdívku Rich.
Oženil se s Julií McGuire se kterou měl tři dcery.

### Lety do vesmíru
Na oběžnou dráhu se v raketoplánech dostal třikrát a strávil ve vesmíru 39 dní, 3 hodiny a 18 minut. Byl 301 člověkem ve vesmíru.
- STS-58 Columbia (18. října 1993 – 1. listopadu 1993), pilot
- STS-76 Atlantis (22. března 1996 – 31. března 1996), pilot
- STS-90 Columbia 17. duben 1998 – 3. květen 1998, velitel